# Ctenotus nigrilineatus
Ctenotus nigrilineatus este o specie de șopârle din genul Ctenotus, familia Scincidae, descrisă de Storr 1990. Conform Catalogue of Life specia Ctenotus nigrilineatus nu are subspecii cunoscute.